# Ekkehard Richter (Kirchenmusiker)
Ekkehard Richter (* 1937 in Grünhainichen) ist ein ehemaliger Kirchenmusikdirektor an der Hamburger Hauptkirche St. Nikolai. 

## Leben
Ekkehard Richter erhielt seine Ausbildung zum Kirchenmusiker an der Kirchenmusikschule in Meißen. Er war von 1961 bis 1979 Kantor an der Auferstehungskirche in Hamburg-Lurup. Von 1979 bis 2002 war er Kirchenmusikdirektor an der Hauptkirche St. Nikolai am Klosterstern. Dort gründete der 1980 das Kirchenmusikorchester der Hauptkirche St. Nikolai am Klosterstern, aus dem 1990 die Hamburger Camerata hervorging und das seither alljährlich eine Konzertreihe in der Laeiszhalle spielt und mehrere Aufnahmen vorlegte, so unter anderem das Weihnachtsoratorium für Kinder von Johann Sebastian Bach oder die Böhmische Hirtenmesse von Jakub Jan Ryba. Am 8. Juni 2002 verabschiedete er sich mit der h-Moll-Messe von Johann Sebastian Bach in den Ruhestand. Danach wirkte er bis 21. Januar 2018 an der St.-Severini-Kirche in Hamburg-Kirchwerder.